# 筑波大学医疗技术短期大学部
筑波大学医疗技术短期大学部（日语：／ Tsukuba Daigaku Iryōgijutsu Tanki Daigakubu *），简称医短，是过去一所位于日本茨城县筑波市的国立短期大学。

## 概要

### 简介
- 短期大学成立于1978年、为于1979年开办[1]、由筑波大学经营。招生到2002年、停办于2006年[2]。为男女同校。

### 历史
- 1979年 筑波大学医疗技术短期大学部成立并同时设置一个学科即护理学科。
- 1980年 卫生技术科成立[2]。
- 2002年 招生最后、次年停止招生（正式停办于2006年3月31日[2]）。

## 学校环境
- 校区：在了茨城县筑波市[注 1]

## 历任校长
- 宫岛龙兴：第一代短期大学校长[3]。

## 组织

### 学科
- 护理学科
- 卫生技术学科

### 专科
| - 没有 |

### 业余课程
| - 没有 |

## 相关链接
- 日本短期大学列表